# Jefremiwka (obwód charkowski)
Jefremiwka (ukr. Єфремівка) – wieś na Ukrainie, w obwodzie charkowskim, w rejonie łozowskim, w hromadzie Ołeksijiwka. W 2001 liczyła 325 mieszkańców, spośród których 38 wskazało jako ojczysty język ukraiński, a 287 rosyjski.